# Joaquín de Barroeta-Aldamar y Hurtado de Mendoza
Joaquín de Barroeta-Aldamar y Hurtado de Mendoza (Guetaria, 27 de febrero de 1796-Madrid, 30 de octubre de 1866) fue un político español.

## Biografía

### Orígenes
Personalidad guipuzcoana nacida en el seno de una ilustrada y aristocrática familia de tradición liberal y fuerista enraizada en la antigua nobleza feudal vasca —señores de la Torre de Barroeta, Torre Aldamar, dueños del Mayorazgo de Zarauz, y señores de la Torre Ybarra—. Por parte materna descendía de la poderosa Casa de Mendoza, compartiendo linaje con Diego Hurtado de Mendoza, almirante mayor de Castilla,  y Ana de Mendoza y de la Cerda, la princesa de Éboli. Su esposa fue Luisa María González de Echávarri y Fernández de la Cuesta, heredera del diputado general de Álava, Vicente González de Echávarri y Martínez de Zubiegui. Joaquín era hijo del diputado general de Guipúzcoa, el juez afrancesado Joaquín María Barroeta-Aldamar y Alzolaras, caballero de la Real Maestranza de Ronda, nombrado por José I Bonaparte intendente de Asturias y prefecto de Santander en 1810. Su abuelo, el caballero de Santiago Juan Matías de Barroeta-Aldamar y Zarauz, alcalde y procurador de Guetaria, estaba emparentado con San Ignacio de Loyola.

### Político
Joaquín de Barroeta-Aldamar recibió una esmerada educación tanto en España como en Francia y dominaba con soltura siete idiomas.  En 1813 abandona el colegio de Francia para unirse como voluntario a las tropas del barón de Anglada que luchaban contra el ejército de Napoleón.
Desde 1815 ocupó el cargo de regidor de su pueblo natal, Guetaria, asistiendo un año después a las juntas generales de Cestona en calidad de procurador juntero. En el año 1823 se hallaba en París cuando Luis XVIII declaró la guerra a España. Joaquín de Barroeta-Aldamar se apresuró a defender a su país siendo apresado por los realistas en las inmediaciones de Pamplona. Obtenida su libertad se retiró a Guetaria donde quedaría confinado por orden del corregidor.
Tuvo a su mando un batallón de un tercio de voluntarios de la provincia (1828). En aquel mismo año fue nombrado individuo de la comisión encargada de recibir al rey Fernando VII y la reina María Amalia. Al estallar la revolución parisina, en 1830, fue acusado de conspiración. Luego huyó a Madrid donde fue acogido por el rey Fernando VII que lo hizo su gentilhombre de cámara, el 27 de octubre de 1830.
Llegado el año 1833 trató de oponerse a la insurrección carlista, apoyando la causa de la regente María Cristina. Apresado y recluido en Aránzazu, al poco pudo ser liberado gracias a la intervención de amigos fieles.
Después se estableció con su familia en la ciudad francesa de Bayona donde coincidiría con su amigo el conde de Harispe. Junto al conde de Villafuertes, conde de Monterrón,  marqués de la Alameda y otros conspicuos exiliados, fundó la Junta de Bayona con objeto de impulsar la llamada política de Muñagorri: «Paz y Fueros». Siendo diputado en Cortes suplente se vería de nuevo abocado al exilio tras fracasar en octubre de 1841 el levantamiento moderado de Leopoldo O'Donnell.
En 1844 es nombrado senador del Reino y luego vitalicio en 1860. Comisionado en Corte por Guipúzcoa, el Gobierno le encargó 1846 la recepción en Irún de los duques de Nemours, Aumale y Montpensier.
Su brillante defensa de los fueros vascos en el Senado español, proclamada en junio de 1864, le valió una enorme popularidad en el País Vasco, a resultas de lo cual salió elegido por aclamación primer diputado general de Guipúzcoa en sus juntas generales de Irún. Distinguido con la concesión de la gran cruz de la Orden de Isabel la Católica, obtuvo asimismo los nombramientos de caballero de la Orden de Santiago, gentilhombre de cámara de S. M., gran oficial de la Legión de Honor, y padre de las provincias de Álava y Vizcaya.

### Empresario
No quiso aceptar altos cargos políticos, dedicado como estaba a la industria del hierro y a la producción de lana de Cachemira, así como a la mejora de la productividad de sus tierras de cultivo que le reportaron una considerable fortuna. Fue consejero del Banco Español de San Fernando y publicó una memoria sobre el arreglo del sistema monetario en España.

### Últimos días
Falleció en Madrid el 30 de octubre de 1866. Su cadáver fue llevado a su pueblo natal para ser enterrado en el panteón que le erigió la provincia de Guipúzcoa en la capilla de Nuestra Señora de la Piedad, situado en la cripta de la parroquia de San Salvador. En el palacio de la Diputación se conserva un retrato suyo pintado por su yerno, Benito Soriano Murillo, con una placa metálica que reza: «Excelentísimo Señor Don Francisco Barroeta de Aldamar». Calles de Guipúzcoa y Bilbao llevan su nombre.

## Descendencia
Joaquín de Barroeta-Aldamar fue padre entre otros de María Luisa de Barroeta-Aldamar y González de Echávarri, Dama Noble de la Real Orden de la reina María Luisa y marquesa de Trives, abuelo del político republicano radical Rodrigo Soriano Barroeta-Aldamar y tatarabuelo de Fabiola de Mora y Aragón —reina de los belgas—.